# Diant
Diant település Franciaországban, Seine-et-Marne megyében. Lakosainak száma 196 fő (2022. január 1.). Diant Voulx, Saint-Agnan, Villeneuve-la-Guyard, Villethierry, Blennes, La Brosse-Montceaux, Chevry-en-Sereine és Montmachoux községekkel határos.

## Népesség
A település népességének változása:
| Lakosok száma | 183  | 186  | 194  | 197  | 198  | 199  | 199  | 197  | 196  |
|               | 2013 | 2015 | 2016 | 2017 | 2018 | 2019 | 2020 | 2021 | 2022 |